# Верховний суд Таїланду
Верховний суд Таїланду (тай. ศาลฎีกา, латиницею: San Dika), розташований у Бангкоку, Таїланд, є найвищою судовою інстанцією Таїланду, що розглядає кримінальні та цивільні справи по всій країні. Діючи окремо від Адміністративного та Конституційного судів, рішення Верховного суду вважається остаточним. Ані позивач, ані відповідач не можуть подавати подальші апеляції.
Суддя Верховного суду може бути призначений з числа суддів Апеляційного суду, які мають вислугу років, широкі знання та досвід. Нинішнім Головою Верховного суду є суддя Піякул Бунперм (тай. ปิยกุล บุญเพิ่ม).

## Історія
Історично Верховного суду не існувало, оскільки тайський монарх вирішував усі спори як єдиний вищий судовий орган. Громадяни зверталися безпосередньо до короля під час його поїздок за межі палацу. Ця система проіснувала до початку епохи Раттанакосінів, тобто до правління короля Рами IV.
За часів правління короля Рами V у палаці було створено офіційний відділ апеляцій, а в 1891 році король створив Міністерство юстиції. Закон про суддів 1909 року також був прийнятий під час правління Рами V. Цим актом було засновано Верховний суд як найвищу судову інстанцію в країні, і справи більше не могли бути оскаржені королем.
Після того, як Таїланд прийняв демократичну конституційну форму правління під час Сіамської революції 1932 року, був прийнятий Закон про суддів від 1934 року, який вніс зміни до попереднього Закону про суддів від 1909 року. Суди були розділені на три рівні, а саме: Суд першої інстанції, Апеляційний суд і Верховний суд.

## Юрисдикція
Верховний суд Таїланду є останньою апеляційною інстанцією у всіх цивільних і кримінальних справах на території королівства. Наказ або рішення Верховного суду у всіх видах справ є остаточним.
Сторона, яка оскаржує постанову або рішення, винесене судом першої інстанції, апеляційним судом або апеляційними судами I - IX регіонів, має право подати апеляцію на постанову або рішення суду нижчої інстанції, дотримуючись умов і обставин, передбачених законом.
Спеціалізовані закони, такі як процесуальні закони про працю, податки, інтелектуальну власність та міжнародну торгівлю, дозволяють сторонам оскаржувати рішення таких спеціалізованих судів безпосередньо до Верховного Суду.

## Склад

Прапор президента Верховного суду Таїланду

Суд складається з президента, віце-президентів, секретаря та низки суддів. У сучасній правовій системі голова Верховного Суду є також головою судів загальної юрисдикції.
Щонайменше три судді Верховного Суду утворюють кворум. Наразі у Верховному Суді існує внутрішній розподіл суддів на 25 кворумів. Кожен кворум складається з трьох суддів; найстарший за віком суддя в кворумі є головою кворуму.
Верховний Суд має десять колегій для розгляду спеціалізованих справ, а саме:
- Відділ у справах неповнолітніх та сім'ї
- Відділ праці
- Відділ податків
- Відділ інтелектуальної власності та міжнародної торгівлі, включаючи закон про авторське право Таїланду
- Відділ з питань банкрутства
- Кримінальний відділ у справах осіб, які займають політичні посади[7]
- Відділ торгівлі та економіки
- Екологічний відділ Верховного суду[8]
- Відділ у справах споживачів
- Судова палата у виборчих справах

Спеціалізовані судові палати складаються з дев'яти суддів, призначених Президентом Верховного Суду, а також одного голови або головуючого судді, який керує роботою палати. Рішення приймається більшістю голосів суддів за наявності кворуму після надання кожним суддею письмової думки та усного виступу на засіданні перед ухваленням рішення.

## Функції та процедура
Після розгляду та проходження початкового процесу адміністративної роботи апеляційні скарги на рішення судів нижчих інстанцій до Верховного Суду розподіляються Президентом Верховного Суду між суддями Верховного Суду в кожному конкретному випадку окремо. Цей процес часто займає близько 15 днів. Однак існують деякі види особливих справ, такі як справи про інтелектуальну власність, податкові справи, справи про банкрутство та міжнародну торгівлю, які є винятком. Крім того, деякі кримінальні справи, в яких обвинувачені перебувають під вартою під час судового розгляду, розглядаються в першочерговому порядку.
Процес винесення рішення про наявність кворуму Верховного Суду відбувається тоді, коли суд дозволяє позивачу та відповідачу представити фактичні та юридичні питання зі своїх сторін у cудовому процесі. Цей процес може тривати від кількох місяців до закінчення розгляду справи, залежно від рішення, яке ухвалять старші судді у справі.
Після цього публікується проєкт рішення або наказу. Після цього може відбутися процес експертизи в дослідницькому відділі або процес затвердження в певному спеціалізованому відділі. Цей процес може тривати до місяця. Процедура завершується передачею матеріалів справи з рішенням Верховного Суду до суду першої інстанції для проголошення.